# Mesorhaga limitata
Mesorhaga limitata är en tvåvingeart som beskrevs av Becker 1922. Mesorhaga limitata ingår i släktet Mesorhaga och familjen styltflugor. Inga underarter finns listade i Catalogue of Life.